# Гранд Фънк Рейлроуд
„Гранд Фънк Рейлроуд“ (на английски: Grand Funk Railroad) е американска рок група.
Основана през 1968 година, тя достига върха на популярността си през 1970-те години. През този период тя е сред най-успешните концертни рок групи в Съединените щати. Групата се разделя през 1977 година, но неколкократно отново се събира в различен състав през следващите години.